# Oenopota blaneyi
Oenopota blaneyi är en snäckart som först beskrevs av Bush 1909.  Oenopota blaneyi ingår i släktet Oenopota och familjen kägelsnäckor. Inga underarter finns listade i Catalogue of Life.